# 台湾紫菀
（學名：Aster taiwanensis），是臺灣特有的菊科紫菀属植物，生长於海拔1,150米至3,000米的地山坡草地，目前已由人工引种栽培。